# Joan Sales i Vallès
Œuvres principales
Gloire incertaine, El vent de la nit
Joan Sales i Vallès , né 19 novembre 1912 à Barcelone et mort dans cette même ville le 12 novembre 1983, est un écrivain, poète, traducteur et éditeur catalan. Son œuvre la plus célèbre est le roman Incerta glòria (Gloire incertaine).
Il fonde avec Xavier Benguerel i Llobet la maison éditoriale Club Editor, qui publia plusieurs œuvres emblématiques de la littérature catalane contemporaine comme La place du Diamant de Mercè Rodoreda et Bearn o La sala de les nines de Llorenç Villalonga. Il fut promoteur de la revue Quaderns de l'exili (Cahiers de l’exile).
Il reçut la Croix de Saint-Georges en 1982.
« Des de fa 500 anys, els catalans hem estat uns imbècils. ¿Es tracta, doncs, de deixar de ser catalans? No, sinó de deixar de ser imbècils. »

« Depuis 500 ans, nous les catalans avons été des imbéciles. S’agit-il, donc, de cesser d’être catalans? Non, mais de cesser d’être imbéciles. »

— Joan Sales i Vallès (Barcelone, 1912 – 1983)

## Biographie
Joan Sales i Vallès naît le 19 novembre 1912, dans le quartier de l'Eixample de Barcelone, au sein d'une famille provenant de Vallclara, à la Conca de Barberà (Tarragone). Son entourage familial évolue, au niveau politique, du traditionalisme au catalanisme proche à la Lliga Regionalista. À la suite de la ruine de l’entreprise de son père, la famille décide de revenir à Vallclara. Mais Joan, âgé seulement de dix-sept ans et venant d’obtenir son baccalauréat à Lleida, s'installe à Barcelone.
Il participe activement à l’opposition contre la dictature de Miguel Primo de Rivera. Il est aussi un des premiers professeurs de catalan de la Generalitat de Catalunya formé par Pompeu Fabra.
Licencié en droit par l’Université de Barcelone en 1932, il s'inscrit au Partit Socialista Unificat de Catalunya (communiste), qu’il abandonne bientôt. Il se marie l’année suivante et il a une fille. Lorsque la guerre civile espagnole éclate il va étudier à l'École de Guerre de la Generalitat, devient officier et combat aux fronts de Madrid et d'Aragon. Catholique engagé en faveur de la république, il est poussé au front en partie par le désarroi que lui provoquent le chaos et la malgouvernance à l’arrière-garde et aussi par le désir de soutenir le pouvoir de la Generalitat républicaine. Ces sentiments se reflèteront intensément dans son roman Incerta Glòria.
Il fait connaissance avec le poète Màrius Torres, déjà malade de tuberculose, et y lie une amitié intense qui se traduit en un effusive correspondance épistolaire jusqu’à la mort de celui-ci, l'an 1942. Sales reçoit de Màrius Torres une influence littéraire notable.
En 1939 il part en exil, d’abord en France, puis (en 1940) à la République dominicaine, d'où il passe au Mexique en 1942. Il y travaille comme linotypiste. À cette période il lance une revue profondément idéologique, Quaderns de l'exili (Cahiers de l’exil) (1943-1947). Son texte Els Òrsides est une critique envers les intellectuels qui n’assument pas les défis cruciaux du pays, exemplifiés par Eugeni d'Ors. En exil aussi il publie, avec des études et des notes, les œuvres capitales du poète Jacint Verdaguer L'Atlàntida et Canigó, le classique de la pensée catalaniste La nacionalitat catalana d’Enric Prat de la Riba  et la première édition des Poésies de Màrius Torres (1947).
Rentré en Catalogne en 1948, il se consacre à l’édition. Il découvre des auteurs fondamentaux pour la littérature catalane moderne (Màrius Torres, Llorenç Villalonga et Mercè Rodoreda).
En 1955 il fonde avec les écrivains Xavier Benguerel et Joan Oliver la collection El Club dels Novel·listes, dans le but d’accroitre le public lecteur en catalan, sous la répression linguistique franquiste, en développant un genre narratif plus populaire et avec un niveau de langage plus accessible et moins académique que ceux de la plupart de ses contemporains.
Sa maison d’édition, Club Editor, offrira au public son œuvre Incerta glòria (Gloire incertaine), dont l’édition définitive n’apparaîtra qu’en 1971, et son épistolaire de guerre et d'exil à Lettres à Màrius Torres (1976). Il est aussi l’auteur du livre de poèmes Voyage d'un moribond (1952), ou de l'esquisse d'un opera buffa, avec musique de Joan Altisent, Tirant lo Blanc en Grèce, et a traduit Kazantzakis et Dostoievski.
Sales fut documentaliste et annotateur de l'Histoire d’Espagne (en castillan) et de l'Histoire des Catalans (en catalan) de l’historien Ferran Soldevila. Il écrivit aussi le prologue de nombreux ouvrages du linguiste Joan Coromines et des romanciers Mercè Rodoreda et Llorenç Villalonga. Déjà en démocratie, il dirigea le Bureau de la langue catalane (Oficina del Català) Diputació de Barcelona jusqu’à sa retraite (1982). Posthumément ont été publiés ses Contes d'ahir i d'avui (Contes d’hier et d’aujourd’hui) (1987) et sa correspondance avec Mercè Rodoreda (2008).
En 1933 il épouse Maria (connue sous le nom de Núria ou Nuri) Folch i Pi, éditrice catalane, avec qui il a une fille la même année: Núria Sales i Folch.
Il meurt à Barcelone le 12 novembre 1983 et est enterré à Siurana (Cornudella de Montsant, comarque du Priorat). Son épouse Núria, morte en 2010, sera ensevelie à côté de lui.

## Incerta Glòria
La première version, parue en septembre 1956, était intentionnellement incomplète dans le but de passer la censure franquiste. Plus de dix rééditions permirent à Sales de la modifier pour ruser avec la censure et aussi pour la perfectionner. La version définitive ne fut publiée qu’en 1971. Elle comprenait pour la première fois la dernière des quatre parties du roman, qui a été aussi publiée en 1983 comme un roman séparé sous le titre El vent de la nit (Le vent de la nuit).
C’est le premier roman sur la guerre civile espagnole écrit par un témoin du côté des vaincus. Elle se déroule en partie au front, en partie à Barcelone, en partie dans l’après-guerre. Bien qu’engagée avec la république et la Catalogne, elle fuit les messages politiques et l’exaltation de parti. Au contraire, son but est, selon les propres mots de Sales, de «témoigner la vérité contre le mensonge noir et le mensonge rouge». Les personnages principaux sont confrontés aux contradictions idéologiques et morales entre leurs croyances et les évènements: idéaux républicains et anarchistes contre les représailles à l’arrière-garde, l’opportunisme et la démagogie; valeurs chrétiennes communes à celles de la république, mais poursuivies par celle-ci et perverties par le côté qui prétend les défendre; identité catalane trahie par le gouvernement républicain. Au-delà de la guerre, le roman contient une profonde réflexion sur le sens de la vie, seulement illuminée par l'amour (humain et divin), sur la solitude de l'homme, et sur la "gloire incertaine" qui meut la jeunesse et que le temps démentit.
L’histoire est racontée par Lluis de Brocà, un jeune avocat engagé au front d’Aragon, puis par sa compagne Trini Milmany, restée a Barcelone avec leur fils, et finalement par Cruells, un séminariste également mobilisé. Mais le personnage central est Juli Soleràs, leur ami commun que Lluis retrouve au front. C’est un être angoissé, dont les propos paradoxaux et le comportement contradictoire sont le reflet de sa lucidité et son incapacité de transiger. Complètent le tableau le personnage inquiétant de « La Carlana », châtelaine du village où ils sont cantonnés, Llibert Milmany, propagandiste sans scrupules frère de Trini, et leur père, un anarchiste intègre; puis Lamoneda, un membre de la cinquième colonne qui prend du relief à la quatrième partie.
En 1962 Gallimard publia la traduction au français, contenant du texte qui était encore inédit en catalan. Elle mérita les éloges de la critique, qui la compara à l’œuvre de Dostoievski, Bernanos ou Julien Green,.
En octobre 2014 parut la traduction anglaise, Uncertain Glory, dont la première édition, fort bien reçue par la critique anglophone, s’est épuisé en huit mois.
Le livre est adapté en 2017 au cinéma par le réalisateur Agustí Villaronga, produit par Isona Passola, TV3 et Netflix, avec notamment les acteurs Marcel Borràs Oriol Pla, Bruna Cusí et Núria Prims.

## Œuvres
- 1950 Rondalles escollides de Guimerà, Casaponce i Alcover (illustré par Elvira Elias)
- 1951 Rondalles gironines i valencianes (illustré par Elvira Elias)
- 1952 Rondalles d'ahir i avui (illustré par Montserrat Casanova)
- 1952 Viatge d'un moribund
- 1953 Rondalles escollides de Ramon Llull, Mistral i Verdaguer (illustré par Elvira Elias, prologue de Carles Riba)
- 1956 Incerta glòria (Gloire incertaine)
- 1969 Incerta glòria (définitive, sans censure, révisée et augmentée)
- 1972 En Tirant lo Blanc a Grècia, òpera bufa
- 1976 Cartes a Màrius Torres
- 1983 El vent de nit
- 1986 Cartes de la guerra

## Prix
- 1955 : Joanot Martorell per Incerta glòria
- 1982 : Creu de Sant Jordi